# M2M
M2M е норвежки дамски поп дует, създаден през 1996 година с членове Марит Ларсен и Марион Равн.